# 劍魚座AB移動星群
劍魚座AB移動星群是與劍魚座AB一起在天空中移動的約30顆恆星組成的集團。移動星群的成員在年齡、組成(金屬量)和天空中的運動都極為相近，因此它們很可能是在同一個地點形成的。
這個集團距離地球約20秒差距，並且是已知最接近的共同移動星群，估計年齡是5,000萬或1億1,900萬歲。這個集團平均的空間速度組成是U = −8, V = −27 and W = −14 km/s。大約由10顆恆星組成核心的部分，分布在直徑10秒差距的體積內
。
這個移動星群的近距離使它成為研究恆星共同性質有用的目標，可以通過影像直接觀察伴星。這對於研究非常有用，例如改進年輕恆星演化的模型
。
2012年時，一組天文學家宣布在劍魚座AB移動星群內發現了一顆不繞任何恆星公轉的星際行星 CFBDSIR 2149-0403，質量是木星的4到7倍，並且可能是該星群的成員。該行星是發現至今距離地球最近的星際行星。雖然先前已發現其他可能是星際行星的天體，但天文學家們仍無法確認那些天體是行星或棕矮星，因為目前仍無法得知那些天體的年齡。而更先前的發現在關於發現 CFBDSIR 2149-0403 的論文中也有討論。